# Hå
Hå és un municipi situat al comtat de Rogaland, Noruega. Té 18,591 habitants (2016) i la seva superfície és de 257.99 km². El centre administratiu del municipi és el poble de Varhaug.

## Fills il·lustres
- Theodor Svensen Reimestad (1858-1920) compositor i cantant.[2]